# Прощание (фильм, 1981)
«Проща́ние» — советский двухсерийный фильм 1981 года по мотивам повести «Прощание с Матёрой» Валентина Распутина. Задуманный и начатый Ларисой Шепитько, фильм после её гибели был снят мужем, кинорежиссёром Элемом Климовым. Он же изменил название: «Прощание с Матёрой» стало просто «Прощанием».
Фильм посвящён последним дням существования Матёры — островной деревни, которая должна быть затоплена при строительстве ГЭС. В фильме показана трагедия жителей деревни, вынужденных сжигать свои дома и навсегда оставлять родные могилы под водой.
Александр Фёдоров: «Произведение, проникнутое глубокой болью за утрату в людях человеческого, за страдания Природы, над которой совершается насилие. Фильм-память. Горький и печальный… Его нелегко смотреть, потому что он говорит Правду, не смягчая, не сглаживая острых углов».

## Сюжет
Деревня Матёра, расположенная на острове посреди Ангары, будет затоплена водами будущего водохранилища. Жители деревни давно предупреждены о том, что им предстоит переселиться в новый посёлок, однако старики тянут до последнего. Руководить переездом назначен Павел Пинигин, который делает это с тяжёлым сердцем, поскольку сам прожил в деревне почти всю жизнь. Его начальник Воронцов сомнений не испытывает, он знает, что всё делается ради высокой цели: грядёт строительство новой ГЭС и новых городов вокруг неё.
На остров прибывает бригада пожёгщиков, они срезают кресты с могил, рубят высокие деревья, жгут опустевшие дома, чтобы подготовить деревню к затоплению. Крушение знакомого им с детства мира ужасает старожилов. Один из символов Матёры — огромное вековое дерево, которое бригада несколько раз пытается уничтожить — сначала спилить, потом свалить бульдозером, потом сжечь. Однако и обугленное оно возвышается над островом, как и прежде.
Главная героиня, Дарья, мать Пинигина, надеется, что ей удастся перевезти с острова могилы родителей. Она просит об этом внука, который приезжает помочь с переездом. Однако тот садится на бульдозер, чтобы повалить то обугленное дерево, но, понимая, что отец и бабка не одобряют его действий, уезжает.
В деревню приезжают косцы, чтобы помочь скосить нескошенную траву. Однако приходят дожди, к тому же сроки затопления сокращены. Косцы уезжают, а к сентябрю с острова увозят и всех детей. Постепенно переезжают и жители, сжигая за собой свои дома. На острове остаются пожёгщики и несколько старух, подруг Дарьи, а также старик Богодул и маленький Коляня.
В последний день перед планирующимся отъездом Дарья идёт на могилу родителей, затем чисто моет весь дом, белит печь, украшает горницу цветами. Она выходит с вещами из дома и смотрит, как его сжигают. Затем она и все оставшиеся собираются в последнем оставшемся сарае.
Ночью в посёлке на берегу Воронцов приходит к Пинигину и спрашивает, почему не перевезены оставшиеся: завтра на остров прибудет комиссия. Пинигин с Воронцовым и бывшим жителем деревни Петрухой на рассвете едут на катере на остров. Кругом густой туман, в котором они не могут найти остров. Они кричат, Воронцов зажигает факел, но Матёра словно уже ушла под воду.
Последний кадр фильма — вековое дерево Матёры, которое стоит не обугленное, а покрытое зелёной листвой. Оно живо, независимо от того, что случилось с Матёрой.

## В ролях
- Стефания Станюта — старуха Дарья
- Лев Дуров — Павел Пинигин
- Алексей Петренко — Воронцов
- Леонид Крюк — Петруха
- Вадим Яковенко — Андрей Пинигин
- Юрий Катин-Ярцев — Богодул
- Денис Луппов — Коляня
- Майя Булгакова — Настасья, подруга Дарьи
- Найдан Гендунова — тунгуска, подруга Дарьи
- Галина Дёмина — Сима, подруга Дарьи
- Анна Кустова — подруга Дарьи
- Любовь Малиновская — Лиза, подруга Дарьи
- Надежда Погоришная — подруга Дарьи
- Людмила Полякова — подруга Дарьи
- Фёдор Валиков — Яков
- Павел Кормунин — дед Егор
- Елена Санько — директор школы
- Ирина Бразговка — девушка на покосе
- Алексей Горячев — рабочий
- Лидия Савченко — жена Павла
- Михаил Калинкин — парень на вездеходе

## Съёмочная группа
- Авторы сценария: Герман Климов, Рудольф Тюрин, Лариса Шепитько
- Режиссёры: Элем Климов, Лариса Шепитько
- Операторы: Алексей Родионов, Юрий Схиртладзе, Сергей Тараскин
- Художник: Виктор Петров
- Композиторы: Вячеслав Артёмов, Альфред Шнитке
- Звукооператор: Борис Венгеровский
- Дирижёр: Константин Кримец

В фильме звучат русские народные песни в исполнении «Ансамбля Дмитрия Покровского».